# Мейхана (поэзия)
Мейхана́ (азерб. Meyxana; от перс. «мей» — вино и «хане» — дом) — азербайджанское народное музыкально-поэтическое творчество, своеобразные речитативные импровизации, ритмическая поэзия, похожая на современный рэп.
Во время исполнения мейханы поэты-мейханщики, импровизируя, соревнуются друг с другом, сочиняя и исполняя на ходу, без предварительной подготовки, острые куплеты на злободневные темы. Рифма и припев оговариваются заранее. Под этот припев и рифму исполняется первый куплет мейханы, затем другой исполнитель читает второй, им же сочинённый, куплет. После этого черёд вновь переходит к первому мейханщику, или третьему, если исполнителей больше. Куплеты обычно читаются под простой музыкальный аккомпанемент.

## Этимология названия
Название этого жанра восходит к традиционному названию трактиров и таверн — «мейхана» («meyhane»), которое происходит от персидских слов «mey» (вино) и «hane» (дом). В подобных тавернах мейхана известные поэты, музыканты и дервиши читали здесь свои произведения, часто нараспев, отбивая ритм на дефе, столе, или прищёлкивая пальцами. Впоследствии от места зарождения этот жанр и получил своё название.

## История
Со времен средневековья существовали трактиры-таверны, где можно было выпить стакан вина, выкурить кальян, послушать музыку или ашугов и поиграть в распространённые тогда игры. Среди завсегдатаев тех заведений бывали известные поэты, музыканты, дервиши того времени. Они читали здесь свои произведения, часто нараспев, отбивая ритм.
Отличительной особенностью бакинских мейхана были стихотворные состязания посетителей таверны. Куплеты исполнялись под ритмический аккомпанемент дэфа. Тему задавал один из участников, после чего начиналось импровизационное шуточно-сатирическое состязание, чем-то напоминающее русские частушки.
Мейхана регулярно запрещались духовенством. Они закрывались и вновь открывались в зависимости от политической обстановки в стране. Стихотворные состязания, однако, получили такую популярность, что стали исполняться под названием мейхана и вне таверн — по праздникам и на свадьбах. Появились признанные народом мейханисты-профессионалы, которых приглашали за определённую плату на свадьбы.
В годы СССР известным поэтом, сочинителем злободневных текстов «мейхана» был Алиага Вахид. Помимо него ряд актёров также писали лирические куплеты. В первый период деятельности «САТа» («Сатир-Агиттеатр») наиболее популярной формой выступления были злободневные стихи «мейхана». Они быстро запоминались, а также сопровождались ритмическим аккомпанементом, характерным для азербайджанской танцевальной музыки.
Соревнования мейханы продолжаются в Азербайджане и сегодня в более оптимистичной и беззаботной форме, чей подтрунивающий текст и быстрая игра под аккомпанемент синтезатора создают удивительную атмосферу общей радости.

## Популяризация
Композиторы Азербайджана нередко обращались к стилю шуточных юмористических песен типа «мейхана». Так, например, в духе «мейхана» написана партия шута из оперы «Кёроглы» Узеира Гаджибекова, дуэт Абдулалибекова и Мамедалибека из оперы «Севиль» Фикрета Амирова также напоминает склад «мейхана». Актёр и поэт Ахмед Ахмедов, игравший роль Амбала в оперете «Не та, так эта», с согласия автора Узеира Гаджибекова дополнил характер этого действующего лица. Например, в сцену свадьбы Мешади Ибада он внёс эпизод «мейхана», где каждый раз выступал с новым текстом песни на злободневную тему.
Азербайджанский джазмен и пианист второй половины XX века Вагиф Мустафазаде в мугамном джазе, созданном им музыкальном стиле (синтез американского джаза и традиционной азербайджанской импровизационной музыки) использовал традиционную азербайджанскую мейхану.
С 2001 года на телеканале ANS проводился конкурс исполнителей мейханы «Де, гялсин» («Давай, скажи»), а с 2008 года с целью популяризовать мейхану похожий конкурс мейханщиков под названием «Сёзум вар» («Есть что сказать») проводит другой азербайджанский телеканал ATV.
В 2012 году один из вечеров мейханы в Азербайджане прославился на весь Интернет: в ходе этого вечера в одном из выступлений в качестве рефрена постоянно звучала фраза «Ты кто такой? Давай, до свидания!» Эта фраза стала популярным интернет-мемом.

## В культуре
Сцена с мейханой есть в фильме «Я помню тебя, учитель» («Бизим Джабиш муаллим»), снятого в 1969 году на киностудии Азербайджанфильм. По словам современного исполнителя мейханы Агамирзы, мейхана из этого фильма стала уже классикой.
Азербайджанский поэт и писатель Сабир Рустамханлы в своём произведении «Книга жизни» упомянул мейхану:
Сонародники наши, рассыпанные по горам Кавказа, исповедуют свои сердечные чувства трёхструнным сазом и тамбуром. Ленкоранский край ведёт по-своему хоровод «халай», Нахичевань поёт «Ахишта», в Баку и окрест него отдают предпочтение тару и мугамам, складывают мейхана — особый жанр городского фольклора. На долю Карабаха также выпал мугам… В сущности, эта градация — не предпочтение, скорее — намек на то, кто в чем искушён и преуспел больше…